# Gabi Fechtner
Gabriele „Gabi“ Fechtner (* 24. Dezember 1977 in Waiblingen als Gabriele Gärtner) ist eine deutsche Politikerin (MLPD). Seit April 2017 ist sie Parteivorsitzende.

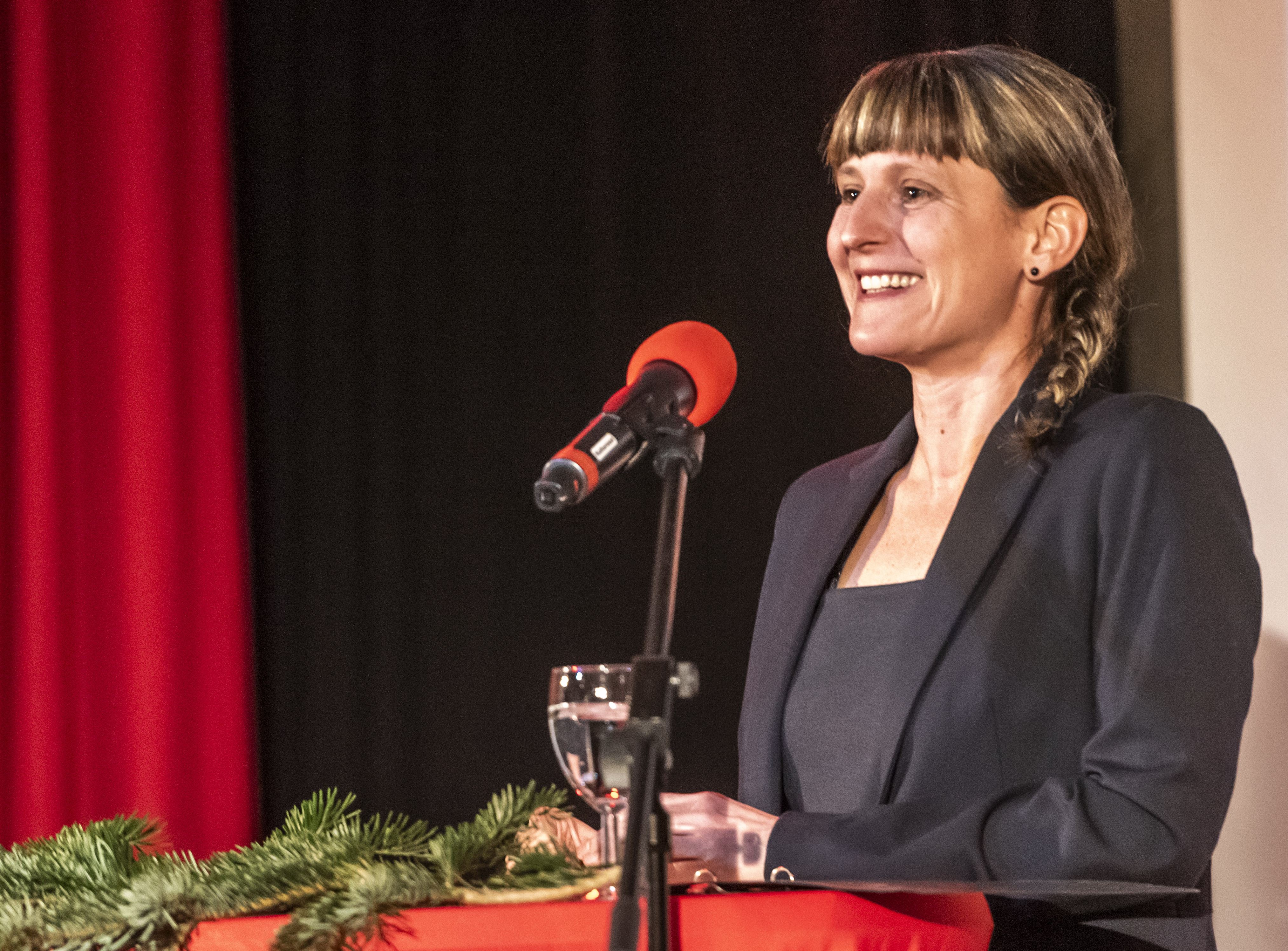
Gabi Fechtner bei einer Rede im MLPD-Parteizentrum in Gelsenkirchen (2023)

## Leben
Gabi Fechtner wurde in Waiblingen geboren. Sie ist die Tochter von Monika Ruth Gärtner-Engel, der langjährigen Vizechefin der MLPD, und Urenkelin des CSVD-Reichsvorsitzenden und baden-württembergischen Kultusministers Wilhelm Simpfendörfer. Gabi Fechtner war als Jugendliche politisch aktiv im  Jugendverband Rebell, außerdem Schülersprecherin der Geschwister-Scholl-Gesamtschule in Solingen. Im Alter von 16 Jahren begann sie ihre Berufsausbildung als Werkzeugmechanikerin in den Solinger Zwillingswerken. In diesem Beruf arbeitete sie acht Jahre. Seit 1999 ist sie Mitglied des Zentralkomitees der MLPD. Ihre Mutter heiratete 1999 Stefan Engel, den Parteivorsitzenden von 1982 bis 2017, dessen Amt Gabi Fechtner übernahm. Im Juli 2017 heiratete sie Thomas Fechtner.
Sie ist Autorin für die Schriftenreihe Revolutionärer Weg, das theoretische Organ der MLPD.

## Politik
Gabi Fechtner war von 2004 bis 2016 für die Liste Solingen aktiv, an der die MLPD führend beteiligt war, Mitglied im Solinger Stadtrat.
Gabi Fechtner leitete zusammen mit anderen im Sommer 2015 für mehrere Wochen eine Solidaritätsbrigade der International Coordination of Revolutionary Parties and Organizations (ICOR) im syrisch-kurdischen Kobanê zum Aufbau eines Gesundheitszentrums. Der Ort war zuvor in der  Schlacht um Kobanê von der angreifenden Terrormiliz IS weitgehend zerstört worden.
Sie wurde auf dem X. Parteitag der MLPD im November 2016 einstimmig zur Parteivorsitzenden gewählt und übernahm diese Aufgabe am 1. April 2017. Bei der Bundestagswahl 2021 war sie Spitzenkandidatin der Landesliste ihrer Partei in Nordrhein-Westfalen, außerdem trat sie im Bundestagswahlkreis Essen II als Direktkandidatin an. Da die MLPD an der Fünfprozenthürde scheiterte und Fechtner im Wahlkreis nur 0,2 % erlangte, zog sie nicht in den Deutschen Bundestag ein.
Fechtner schloss in einem Interview einen „bewaffneten Aufstand“ nicht aus („Deshalb muss sich die Arbeiterklasse unter Führung ihrer Partei gegebenenfalls zum bewaffneten Aufstand erheben.“); unter anderem deshalb wird ihre Partei vom bayerischen Verfassungsschutz beobachtet.